# Nekromant
En nekromant (vardaglig form: nekromantiker) är någon som ägnar sig åt nekromanti (från grekiska νεκρομαντεία nekromanteia, ’dödssiande’, sammansatt av nekrós ("död") och manteía ("spådom", "förutsägelse"). Det var ursprungligen en schaman eller andebesvärjare som söker kontakt med de dödas andar för att få kunskap om framtiden eller något annat som endast de döda antas känna till. På engelska blev necromancer en synonym för en ondskefull trollkarl, varifrån ordet har kommit in i fantasylitteraturen, där nekromanter ofta förekommer och är magiker som styr och behärskar den döda vävnadens användningsområden.
Nekromanti är känt från hela jorden i alla möjliga former. I det forntida Egypten med dess rikt utvecklade dödskult spelade nekromantin en underordnad roll, då man ansåg att det fanns oöverstigligt motsatsförhållande mellan levande och döda. Hos de semitiska folken stod däremot nekromantin högt. Ett känt exempel från Bibeln är när Saul besöker andebesvärjerskan i Endor, som för kungen frambesvärjer den döde Samuels ande.
Den initierade nekromantin stod dock högst i Grekland, där den under hellenistisk tid utvecklades till en av ett fåtal behärskad lärdomsgren. Den sammanblandades här med den redan i Babylonien efter astrologiska principer bedrivna demonbesvärjelsen, vilken senare komma att utgöra ett viktigt drag i medeltidens lärda svartkonst, som i sin tur fick inflytande på senare tiders folkliga nekromantin, bland annat i fråga om den på marken eller kyrkgolvet uppritade cirkeln med planettecknen eller namnen i treenigheten, inom vilken nekromantikern ansågs oåtkomlig för den makt han frambesvärjde.
Hos olika europeiska folk var dödskulten i äldre tid knuten till bestämda årsfester, och nekromantin har ofta förlagts till dessa. Hos keltiska folk var den annat förlagd till hösten, vilket påverkade uppkomsten av Alla helgons dag. Hos finsk-ugriska och slaviska folk pågick kyrkogårdsfesterna vissa dagar på våren, och hos germanska folk var julen den tid då de döda ansågs kunna besöka de levandes värld. Själve Oden är en nekromant (och julens specielle gud) och berättar i "Hávamál" om en runbesvärjelse som låter honom tala med de döda. I "Balders Drömmar" rider Oden till Hel där han manar fram en död völva för att få information om framtiden och enligt Snorre Sturlasson ska Oden ha kallats "Draugadróttinn": De Odödas Härskare. 
Bland de många metoder för nekromanti som förekommit i svensk folktro finns att koka en, på kyrkogården framgrävd, dödskalle i gröt, varvid man ansett sig kunna kalla den döde till sig. Gustaf von Düben beskrev i Om Lappland och lapparne 1873 hur andetalare kommunicerar med de döda medan en nåjd samtidigt trummar på sin trumma. Även i småländsk folktro omtalas på 1800-talet hur man använde en trumma för att söka kontakt med de dödas andar.
Även Emanuel Swedenborg kan betraktas som nekromantiker. För modernare försök att kommunicera med de döda brukar i stället begreppet spiritism användas.
Från början anses det vara en form av spådom, genom vilken de döda kontaktas för att ge svar. Mycket likt de medium och synska personer man lätt ser i TV-serier även nu. Det finns även de som trots sin fromma kristna tro har sett eller åtminstone säger att de har sett nekromanter utföra sina ritualer. Bland dessa är då likvakan en vanlig företeelse. Då gräver nekromanten upp ett flertal döda kroppar och med hjälp av besvärjelser väcker de denna till liv.
Nekromanter förekommer ofta i vissa typer av rollspel och filmer.
Ordet nekromant används i allmänhet ej längre i svenska språket.